# 沈建军
沈建军（1967年—），上海市人，汉族，中华人民共和国政治人物、全国人民代表大会山西地区代表。
毕业于中共中央党校经济管理专业。加入中共，担任山西新华化工有限责任公司输送带公司塑胶整芯带车间主任。2008年起担任全国人大代表。2013年，被选为全国人大代表。